# Extraction (2020)
Extraction is een Amerikaanse actiefilm uit 2020, geregisseerd door Sam Hargrave en geschreven door Joe Russo. De film is gebaseerd op het stripverhaal Ciudad uit 2014 van de schrijvers Ande Parks, Anthony Russo, Joe Russo en tekenaar Fernando León González.

## Verhaal
Tyler Rake is een huursoldaat die wordt ingehuurd om Ovi Mahajan te redden, de zoon van een Indiase drugsbaron die door zijn grootste rivaal, Amir Asif is ontvoerd en naar Dhaka de hoofdstad van Bangladesh is gebracht. Hoewel de missie in eerste instantie op het goede spoor lijkt, zijn er allerlei moeilijkheden en verraad, waardoor de winning van Ovi een echte hel wordt.

## Rolverdeling
| Acteur              | Personage       |
| ------------------- | --------------- |
| Chris Hemsworth     | Tyler Rake      |
| Golshifteh Farahani | Nik Khan        |
| Rudhraksh Jaiswal   | Ovi Mahajan     |
| Shivam Vichare      | Sachin          |
| Piyush Khati        | Arjun           |
| Randeep Hooda       | Saju            |
| Pankaj Tripathi     | Ovi Mahajan Sr. |
| Priyanshu Painyuli  | Amir Asif       |
| David Harbour       | Gaspar          |

## Productie
Op 31 augustus 2018 werd Sam Hargrave aangekondigd voor het regisseren van de film, vanuit een scenario van Joe Russo met Chris Hemsworth in de hoofdrol. De opnames begonnen in november 2018 in Ahmedabad en Mumbai. Vervolgens werd er gefilmd in Ban Pong, Ratchaburi, Thailand en opnames in Dhaka, Bangladesh.
De belangrijkste productie eindigde in maart 2019. De werktitel van de film was aanvankelijk Dhaka, maar werd gewijzigd in Out of the Fire voordat de definitieve titel op 19 februari 2020 werd onthuld als Extraction. De film ging in première op 24 april 2020 op Netflix.